# I. Gamáliel
I. Gamáliel, gyakran az Idősebb Gamáliel (héberül: רבן גמליאל הזקן, ógörögül: Γαμαλιὴλ ὁ Πρεσβύτερος), (? – Kr. u. 52) ókori zsidó nászi (fejedelem) körülbelül Kr. u. 30-tól haláláig, és a jeruzsálemi Nagy Szanhedrin elnöke a főpap mellett.
Mint nagyapja I. Hillél, ő is számos törvényt alkotott megalkotója, és ezekben a tikkun ha-ólom, a világ megjavítása vezette őt is (Talmud, Gittin 4 1-3; Jebám. 16. 7; Ros hasána 2. 5). A vallási törvényhozásnál vezető szerepe, volt, erre vallanak az ország különböző részeibe küldött intézkedései, amelyeknek levél formájuk volt (Szanhedrin llb; Toszefta Szanhedrin 2-6.; Jerusalmi Szanhedrin 18d). Rendelkezései a diaszpóra zsidóságára is kiterjedtek. A Talmud több anekdotát jegyzett fel róla, amelyek rendkívüli tekintélyét bizonyítják; így Peszachim 88b-ben azt olvashatni, hogy maga a király és királyné, I. Heródes Agrippa és Küprisz keresték fel Gamálielt, hogy rituális kérdésben megkérdezzék véleményét. A talmud nekrológja szerint „Amikor meghalt, a Tóra tisztelete alábbhagyott, s tisztaság és jámborság szűntek meg élni” (Szóta 15.18).
Érdekesség, hogy Gamálielt az Újszövetség is említi mint farizeust és törvény tudóst, akit a nép nagyon tisztelt (ApCsel 5:34) és aki Jézus tanítványainak védelmére kelt (Apcsel 38-39) Gamáliel volt a tarszoszi Saul (később Pál apostol) mestere is, és ezt  s Pál maga dicsekszik vele, hogy G. lábainál ült (ApCsel 22:3). A Talmud szerint zsidó maradt, a keresztény hagyomány viszont úgy tudja, hogy megtért, de ezt nem hozta nyilvánosságra, hogy a főtanácsban segíteni tudjon a keresztényeken. A Római Martyrologium Szent István vértanúval, Nikodémosszal és Abibonnal együtt szentként említi, ünnepét pedig augusztus 3. napjára teszi.
Gamáliel volt az első, aki a Rabbán címet is viselte, amely a papi hierarchia megszűnésével a tudósok hierarchiájában csupán a Bész-Din legfőbb elnökét illette meg az első századokban. Hogy nyilvánosan tanított is, azt csupán az említett újszövetségből ismert, viszont arról bőségesen ír a Talmud, hogy iskolafő, 111. törvénykezési elnök volt.